# Bergliot von Dellwig
Bergliot Florell von Dellwig, född Bojesen 1886 i Köpenhamn, död 1974, var en svensk-dansk konstnär.
Dellwig studerade konst i Italien samt under resor till bland annat Tyskland. I Sverige ställde hon ut separat första gången 1916 i Lund. Hon medverkade i samlingsutställningar med Skånes konstförening. Hennes konst består av porträtt samt landskap från Skåne och Halland.